# Polissoirs du Bois de la Guigneraie
Les polissoirs du Bois de la Guigneraie (ou polissoirs du Bois de la Balance) sont un ensemble de quatre polissoirs situés à Souzy-la-Briche, dans le département de l'Essonne en France.

## Généralités
Les polissoirs sont situés au lieu-dit du Bois de la Balance, dans les Bois de la Guigneraie (ou Guigneraye), une zone boisée occupant un flanc de coteau au-dessus de la Renarde. Le polissoir no 1 est le plus anciennement découvert. Il est classé comme monument historique depuis le 20 mars 1899. En 1912, G. Courty avait signalé un deuxième polissoir correspondant au polissoir du Bois de la Charmille situé 70 m plus à l'ouest dans le même bois mais sur la commune voisine de Villeconin. Les trois autres polissoirs n'ont été découverts qu'en 1998 lors d'une prospection systématique de L. Faure, R. Masson et A. Bénard.
Les polissoirs sont assez abondants dans ce secteur géographique : les treize polissoirs du Bois de Val Salmon sont situés 500 m plus à l'ouest, le polissoirs de la Croix Boissée à 1 km au nord et les polissoirs du Bois de la Briche à 2,5 km au nord-est.

### Polissoirno1
Une première description en a été donnée en 1902. Il est situé sur un banc de grès affleurant du sol. Il comporte deux grands bassins naturels et une grande plage polie traversée de quatre rainures de polissage. Seule la rainure centrale, longue de 57 cm est bien conservée, les trois autres étant assez évasées.

### Polissoirno2
Il est situé à environ 7 m au sud-ouest du précédent, sur un petit rocher en partie débité par les carriers. Il comporte une rainure et une surface polie de forme irrégulière.

### Polissoirno3
Il est situé à environ 14 m au sud-est du no 1. Il comporte une surface polie d'environ 30 cm de diamètre.

### Polissoirno4
Il est situé à environ 20 m à l'est du no 1. Il comporte deux surfaces polies.